# Peccato veniale (film)
Peccato veniale è un film del 1974 diretto da Salvatore Samperi.

## Trama

Laura Antonelli in una scena del film

Versilia, estate 1956. L'adolescente Sandrino è in vacanza al mare con la famiglia. Con loro è la bella Laura, moglie del fratello maggiore del ragazzo, Renzo, che la lascia per un periodo da loro. Dapprima infastidito dalla presenza della cognata cui deve tener compagnia e dare aiuti di ogni tipo, Sandrino inizia poi a invaghirsi di Laura che a sua volta innesca una serie di situazioni stuzzicanti. Il ragazzo dà il via anche lui a un susseguirsi di situazioni intriganti, in parte frenato, in parte aizzato dalla donna. Alla fine la donna si concede al ragazzo e il film si conclude con il festeggiamento in famiglia per l'esperienza avuta dal ragazzo, di cui gioisce soprattutto l'ignaro fratello maggiore mentre i due si guardano d'intesa.

## Location
Il film fu girato a Forte dei Marmi presso Villa Siemens.

## Curiosità
- Nel film ci sono citazioni cinematografiche, è visibile una locandina de Il selvaggio di László Benedek e Paul Donnelly uscito in Italia nel giugno 1955 mentre Momo e l'Antonelli al cinema guardano il film Totò lascia o raddoppia? di Camillo Mastrocinque con Totò e Mike Bongiorno, il film però uscì nelle sale nel maggio 1956 e non nell'estate in cui è ambientato il film.